# Brauengirlitz
Der Brauengirlitz (Crithagra gularis, Syn.: Serinus gularis) ist eine Art aus der Familie der Finken. Die Art wird gelegentlich in Europa auch als Ziervogel gehalten. 

## Beschreibung
Der Brauengirlitz erreicht eine Körperlänge von fünfzehn Zentimeter. Die beiden Geschlechter sind gleich gefärbt. 
Brauengirlitze haben auffällige Überaugenstreifen, die bis zu den Nackenseiten reichen. Der Oberkopf ist fein gestrichelt. Die Körperoberseite ist graubraun. Die Körperunterseite ist heller. Die Kehle sowie die Unterschwanzdecken sind weiß.

## Lebensweise und Verbreitung
Das Gelege besteht aus zwei bis vier Eiern. Sie haben eine weißgrüne Schalenfarbe mit dunkelbraunen Flecken. Die Brutzeit beträgt 14 Tage. Seine Nahrung besteht vor allem aus Grassamen und Hirse. Diese wird vom Boden aufgenommen.
Das Verbreitungsgebiet des Brauengirlitz reicht von West- und Südwestafrika bis nach Südafrika. Sein Lebensraum sind halboffene Gelände, wo er aufgrund seines unauffälligen Federkleids kaum auffällt.

## Weblink
- Crithagra gularis in der Roten Liste gefährdeter Arten der IUCN 2017.3. Eingestellt von: BirdLife International, 2016. Abgerufen am 18. Februar 2018.